# 岡野史佳
岡野史佳（1967年12月28日—），日本女性漫畫家。福岡縣福岡市出身。現住埼玉縣。代表作是《我愛果汁》、《魔法小姑娘》、《少年宇宙》。

## 作品
- 育海的風、全1冊、原名
- 半個精靈、全1冊、原名
- 我愛果汁、全7冊、原名
- 魔法小姑娘、全3冊、原名
- 瞳之王國、全3冊、原名
- 等待太陽下、全4冊、原名
- 少年宇宙、全1冊、原名
- 37℃-妳是我的最愛、全4冊、原名
- 彩虹之石、全2冊、原名
- 讓我們看海去、全1冊、原名
- 薔薇科少年、全1冊、原名
- 原名（全4巻）
- 原名
- 掌中的星星、全2冊、原名
- 月光晶、全2冊、原名（上下巻）
- 系列

- 愛情大辭典、全2冊、原名
- 可愛百科事典、2冊待續、 原名

- 原名、／岡野史佳

## 外部連結
- fumica.com （页面存档备份，存于）（ファンサイト）
- Daily Bells Japan（メールマガジン）